# Keith Turner
Keith Turner is een voormalig motorcoureur uit Nieuw-Zeeland. Zijn beste seizoen was dat van 1971, toen hij met een Suzuki T 500 tweede werd in de 500 cc klasse van het wereldkampioenschap wegrace. 

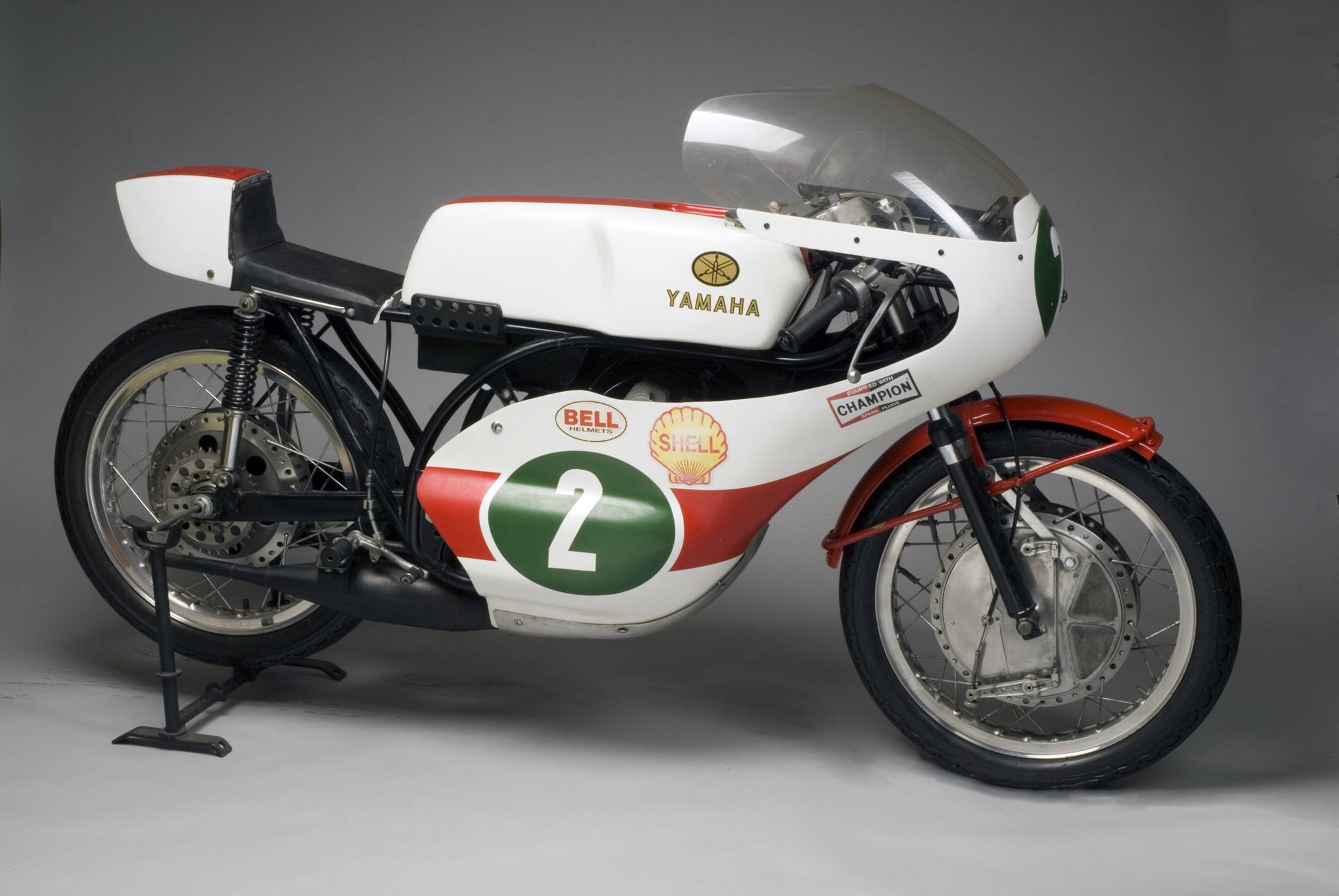
Yamaha TD 2

Turner werd geboren in Londen, maar verhuisde als vijfjarige al naar Nieuw-Zeeland. In 1961, toen hij vijftien jaar oud was, kocht hij al een 500cc-Matchless. Een jaar later begon hij deel de nemen aan wegraces met een BSA A50 terwijl hij ook werkte als leerling-automonteur. 

## Racecarrière
In 1966 won hij al zo veel wedstrijden met een 250cc-Bultaco TSS dat hij besloot naar Europa te gaan om aan het wereldkampioenschap wegrace deel te nemen. In 1967startte hij in de 250cc-race van de Grand Prix van Tsjecho-Slowakije. Hij leidde de race, maar kwam in de regen ten val en finishte als tiende. In de jaren hierna reed hij veel op een van de zes special door Lino Tonti gebouwde LinTo 500cc-racers. Deze waren opgebouwd door twee 250cc-Aermacchi Ala d'Oro-blokken te koppelen. Ze waren echter zeer onbetrouwbaar en bovendien kansloos tegen de fabrieks-MV Agusta 500 3C van Giacomo Agostini.
Turner leidde de Finse GP van 1968  zelfs voor Agostini, maar de LinTo was zeer onbetrouwbaar en hij viel uit. Turner scoorde zijn eerste WK-punten in juli 1969, toen hij met een Aermacchi Ala d'Oro 250 negende werd in de GP van de DDR. Twee maanden later finishte hij met de LinTo 500 GP als vijfde in de GP van de Adriatische Zee. 1969 was ook het jaar dat de door Tonti (mede) ontwikkelde LinTo met Gyula Marsovszky en Paton met Billie Nelson een vuist konden maken in het WK, hoewel de MV Agusta buiten bereik bleef. De verouderde Norton Manx en Matchless G50 kwamen wel binnen bereik.
In 1970 kwamen er meer machines in de strijd om de tweede plaats van het 500cc-WK. Allereerst de 402cc- Aermacchi Ala d'Oro 402 waarmee Angelo Bergamonti goede resultaten boekte, maar vooral de Kawasaki H 1 R waarmee Ginger Molloy inderdaad tweede werd. Turner viel met zijn LinTo drie keer uit. Hij scoorde alleen punten in de 250cc-race van de Finse GP, waar hij met een Yamaha TD 2 vijfde werd.
1971 was het meest succesvolle jaar voor Keith Turner. Hij reed een tweecilinder Suzuki T 500, gesponsord door de Nieuw-Zeelandse oud-coureur Rod Coleman. Agostini was met zijn MV Agusta nog steeds ongenaakbaar, maar de strijd om de tweede plaats in het 500cc-wereldkampioenschap ging nu nog uitsluitend tussen snelle, tot racer omgebouwde tweetakt-straatmotoren. Naast de Suzuki T 500 (met Turner, Rob Bron, Jack Findlay en Frank Perris) ook de Kawasaki H 1 R (met Dave Simmonds en Eric Offenstadt). Turner werd drie keer tweede,  twee keer vierde, een keer vijfde, een keer zesde en een keer zevende. In de laatste race verdrong hij Rob Bron van de tweede plaats. 
In 1972 werd hij dertiende in de Grand van Duitsland, maar daarna viel hij acht keer uit en hij bleef het hele seizoen puntloos. In 1973 ging het ook in de andere (internationale) races helemaal niet goed en Turner beëindigde zijn internationale racecarrière. Hij ging terug naar Nieuw-Zeeland waar hij nog enkele jaren racete, opende een motorzaak en na zijn pensionering woonde hij in Rotorua.

## Wereldkampioenschap wegrace resultaten
|         | 1e | 2e | 3e | 4e | 5e | 6e |
| ------- | -- | -- | -- | -- | -- | -- |
| Punten: | 8  | 6  | 4  | 3  | 2  | 1  |

|         | 1e | 2e | 3e | 4e | 5e | 6e | 7e | 8e | 9e | 10e |
| ------- | -- | -- | -- | -- | -- | -- | -- | -- | -- | --- |
| Punten: | 15 | 12 | 10 | 8  | 6  | 5  | 4  | 3  | 2  | 1   |

| Jaar | Klasse | Team  | Motorfiets              | 1       | 2       | 3       | 4       | 5       | 6       | 7       | 8       | 9       | 10      | 11      | 12      | 13                                 | Punten | Plaats                             | Wereldkampioen                     |
| ---- | ------ | ----- | ----------------------- | ------- | ------- | ------- | ------- | ------- | ------- | ------- | ------- | ------- | ------- | ------- | ------- | ---------------------------------- | ------ | ---------------------------------- | ---------------------------------- |
| 1967 | 250 cc | Privé | Bultaco TSS             | SPA -   | DUI -   | FRA -   | IOM -   | NED -   | BEL -   | DDR -   | TSL 10  | FIN -   | ULS -   | NAT -   | CAN -   | JAP -                              | 0      | -                                  | Mike Hailwood, Honda RC 166        |
| 1967 | 500 cc | Privé | Matchless G50           |         | DUI -   |         | IOM 24  | NED -   | BEL -   | DDR 13  | TSL -   | FIN 8   | ULS -   | NAT -   | CAN -   |                                    | 0      | 33e                                | Giacomo Agostini, MV Agusta 500 3C |
| 1968 | 250 cc | Privé | Aermacchi Ala d’Oro 250 | DUI 11  | SPA -   | IOM DNF | NED -   | BEL -   | DDR -   | TSL 11  | FIN DNF | ULS -   | NAT -   |         |         |                                    | 0      | -                                  | Phil Read, Yamaha RD 05 A          |
| 1968 | 500 cc | Privé | Matchless G50           | DUI 15  | SPA -   | IOM 10  | NED DNF | BEL -   | DDR 8   | TSL DNF | FIN DNF | ULS -   | NAT -   | 0       | 33e     | Giacomo Agostini, MV Agusta 500 3C |        |                                    |                                    |
| 1969 | 250 cc | Privé | Aermacchi Ala d'Oro 250 | SPA -   | DUI -   | FRA -   | IOM -   | NED -   | BEL -   | DDR 9   | TSJ -   | FIN -   | ULS -   | NAT -   | ADR -   |                                    | 2      | 45e                                | Kel Carruthers, Benelli 250 4C     |
| 1969 | 500 cc | Privé | LinTo 500 GP            | SPA DNF | DUI -   | FRA DNF | IOM -   | NED 11  | BEL -   | DDR DNF | TSJ -   | FIN DNF | ULS -   | NAT DNF | ADR 5   | 6                                  | 36e    | Giacomo Agostini, MV Agusta 500 3C |                                    |
| 1970 | 250 cc | Privé | Yamaha TD 2             | DUI -   | FRA -   | ADR -   | IOM -   | NED -   | BEL -   | DDR -   | TSJ -   | FIN 5   | ULS -   | NAT -   | SPA -   | 6                                  | 28e    | Rodney Gould, Yamaha TD 2          |                                    |
| 1970 | 500 cc | Privé | LinTo 500 GP            | DUI -   | FRA DNF | ADR -   | IOM -   | NED -   | BEL -   | DDR -   |         | FIN DNF | ULS DNF | NAT -   | SPA -   | 0                                  | -      | Giacomo Agostini, MV Agusta 500 3C |                                    |
| 1971 | 350 cc | Privé | Yamaha TR 2             | OOS -   | DUI -   | IOM -   | NED -   |         | DDR -   | TSJ -   | ZWE -   | FIN -   | ULS -   | NAT 8   | SPA -   | 3                                  | 40e    | Giacomo Agostini, MV Agusta 350 3C |                                    |
| 1971 | 500 cc | Privé | Suzuki T 500            | OOS 2   | DUI DNF | IOM 7   | NED 4   | BEL DNF | DDR 2   |         | ZWE 2   | FIN 4   | ULS DNF | NAT 6   | SPA 5   | 58                                 | 2e     | Giacomo Agostini, MV Agusta 500 3C |                                    |
| 1972 | 500 cc | Privé | Suzuki T 500            | DUI 13  | FRA DNF | OOS -   | NAT -   | IOM -   | JOE DNF | NED DNF | BEL DNF | DDR DNF | TSL DNF | ZWE DNF | FIN DNF | SPA -                              | 0      | 67e                                | Giacomo Agostini, MV Agusta 500 3C |